# ウィルミントン (カリフォルニア州)
ウィルミントン（英語: Wilmington）は、アメリカ合衆国カリフォルニア州のロサンゼルス市にある地区。
人口は53,815人（2010年の推定）。

## 教育
ハワイアン通り小学校
ジョージ・デ・ラ・トール小学校
フリーズ小学校
ウィルミントンパーク小学校
ブロード通り小学校
ガルフ通り小学校
ウィルミントン中学校
ハリーブリッジズ学校
バンニング高校
アバロン高校
ロサンゼルスハーバー大学